# Noturus hildebrandi
Noturus hildebrandi és una espècie de peix de la família dels ictalúrids i de l'ordre dels siluriformes. Es troba als Estats Units d'Amèrica, en afluents del riu Mississipi des del riu Homochitto, al sud de Mississipi, fins al riu North Fork Obion, al sud-oest de Kentucky. És una espècie comuna.
Viu en rierols en terres baixes. Al sud viu en ràpids amb aigües clares, poc profunds i amb corrent moderat; al nord viu en rierols moderadament profunds amb corrents lents, sobre fons sorrencs i/o prop d'herbes i fustes submergides.